# TT27
| M8 | M8 | n · q |

| M8 | M8 | n · q |

TT27 (Theban Tomb 27) è la sigla che identifica una delle Tombe dei Nobili ubicate nell’area della cosiddetta Necropoli Tebana, sulla sponda occidentale del Nilo dinanzi alla città di Luxor, in Egitto. Destinata a sepolture di nobili e funzionari connessi alle case regnanti, specie del Nuovo Regno, l'area venne sfruttata, come necropoli, fin dall'Antico Regno e, successivamente, sino al periodo Saitico (con la XXVI dinastia) e Tolemaico.

## Titolare
TT27 Era la tomba di:
| Titolare | Titolo                                                                             | Necropoli  | Dinastia/Periodo              | Note |
| -------- | ---------------------------------------------------------------------------------- | ---------- | ----------------------------- | --- |
| Sheshonq | Capo amministratore della Principessa Ankhnesneferibre "divina adoratrice del dio" | el-Assasif | XXVI dinastia (Psammetico II) | quasi completamente incendiata; nell'avvallamento a ovest delle costruzioni orientali, non lontano dall'area coltivata |

## Biografia
Sheshonq, figlio di Harsiesi, che prima di lui aveva ricoperto la carica di ciambellano della Divina adoratrice e di Capo dei Segreti della Sposa del dio, Nitokris I, e di Tahibet (come risultante da un cono funerario), fu capo amministratore della Divina adoratrice di Amon, la principessa Ankhnesneferibre, durante i regni dei faraoni Apries e Amasis.. Non noto il nome della moglie; Harsiesi, a sua volta ciambellano della Divina adoratrice, fu suo figlio.

## La tomba
La tomba era inaccessibile. 
Solo negli anni '90 del '900 si è proceduto allo svuotamento e alla rilevazione epigrafica di TT27 a cura di una missione italiana. La sovrastruttura della tomba è costituita da un recinto con muro a "facciata di palazzo", con rientranze e sporgenze, che presenta un pilone di accesso (A in planimetria) cui segue un cortile (B) chiuso da un muro (C) da cui, attraverso un breve corridoio, si accede ad un secondo cortile (D) in cui si apre un "pozzo di luce" che affaccia su un cortile con portici (I) della parte sotterranea della tomba. Poco discosta dal muro di recinzione, nell'angolo sud-ovest, si erge quanto resta di una piramide in mattoni crudi (E) mentre di una seconda piramide si ha solo menzione in atti risalenti agli anni '30 del '900 .
L'ingresso alla parte sotterranea è sul lato nord e presenta un suo pilone (F), ai lati del quale si trovavano due statue del titolare, cui segue una scala (G) che immette in un vestibolo (H) in cui si apre un piccolo corridoio (H1). Dal vestibolo un breve corridoio dà accesso al "pozzo di luce" (I), fiancheggiato a est e a ovest da due porticati, in cui si trovano tavole per offerte funerarie rivolte verso un "nicchione" (K). Un corridoio adduce dal "nicchione" a una sala a pilastri (L); in un angolo della sala, a sud-ovest, si apre un pozzo funerario di circa 7 m di profondità completamente riempito di materiali resi compatti dall'acqua che risale dal fondo ; sul fondo, a sud, si apre una cappella a pianta quasi quadrata (M)  che conteneva una statua di Osiride e le cui pareti erano ricoperte di testi oggi crollati o illeggibili. Dalla sala (L) un breve corridoio dà accesso ad un primo annesso (N), della cui decorazione resta ben poco, da cui si accede ad un secondo (O) in cui si apre un pozzo funerario di circa 2 m di lato che, completamente invaso dall'acqua della sottostante falda freatica e perciò stesso non esplorabile, è stato identificato, in base ai rilievi del secondo annesso (O) come il principale al fondo del quale doveva trovarsi il corpo del defunto. Sulle pareti del secondo annesso, danneggiate pesantemente, brani del Libro delle piramidi
TT27 era completamente decorata nella parte ipogea con testi sacri, tra cui il Libro dei Morti, e immagini in corso di analisi a cura della missione archeologica italiana.

### Reperti
Sono provenienti dalla TT27 due stipiti di porta, uno di riuso recante il nome Menkheper, Sindaco di Tebe sotto Amenhotep III della XVIII dinastia, e l'altro con iscrizioni dedicatorie per il defunto del figlio Harsiesi. Pure dalla TT27 proverrebbe un altare in granito di Ramses II. Appartenne inoltre a Sheshonq, a riprova anche dell'importanza della sua carica, un sigillo in oro massiccio, oggi al British Museum di Londra (cat. BM EA 68868).

### Annotazioni
1. ↑  La prima numerazione delle tombe, dalla numero 1 alla 253, risale al 1913 con l’edizione del "Topographical Catalogue of the Private Tombs of Thebes" di Alan Gardiner e Arthur Weigall. Le tombe erano numerate in ordine di scoperta e non geografico; ugualmente in ordine cronologico di scoperta sono le tombe dalla 253 in poi.
2. ↑  I campi della Duat, ovvero l'aldilà egizio, si trovavano, secondo le credenze, proprio sulla riva occidentale del grande fiume.
3. ↑  Nella sua epoca di utilizzo, l'area era nota come "Quella di fronte al suo Signore" (con riferimento alla riva orientale, dove si trovavano le strutture dei Palazzi di residenza dei re e i templi dei principali dei) o, più semplicemente, "Occidente di Tebe".
4. ↑  le Tombe dei Nobili, benché raggruppate in un'unica area, sono di fatto distribuite su più necropoli distinte.
5. ↑  Le note, sovente di inquadramento topografico della tomba, sono tratte dal "Topographical Catalogue" di Gardiner e Weigall, ed. 1913 e fanno perciò riferimento alla situazione dell'epoca.
6. ↑  La pag. 44 di Porter e Moss 1927 è costituita da planimetrie delle tombe 26, 28-32, 35 e 38, manca la TT27.
7. ↑  Inaccessibilità confermata anche in Porter e Moss, ed. 1970, p. 43.
8. ↑  Egittologo statunitense Herbert Eustis Winlock (1884-1950).
9. ↑  Le due piramidi, per quanto è dato di rilevare, avevano un lato di base di circa 5 m e si ergevano, in tombe del medesimo periodo, in corrispondenza dei pozzi funerari; tale disposizione planimetrica è confermata anche nella TT27 in cui la piramide ancora "leggibile" sovrasta il pozzo funerario della sala a pilastri (L), e la piramide "scomparsa" sovrastava il secondo annesso (O), in cui si apre quello che è stato indicato come il pozzo funerario principale.
10. ↑  Lunghezza m. 12.
11. ↑  Lunghezza 7,70, larghezza 2,80, altezza 2,40 m.
12. ↑  Durante l'antico scavo della tomba, in quest'area venne intercettato il corridoio di una preesistente sepoltura; questo venne murato con blocchi di calcare; svuotato dalla missione italiana degli anni '90 del '900, venne utilizzato come deposito dei materiali repertati.
13. ↑  Originariamente il "nicchione" (K), e la successiva sala a pilastri (L) erano sotterranei, ma un antico incendio causò il crollo del soffitto e, nel caso della sala, lo schiacciamento dei pilastri.
14. ↑  Lunghezza 10,80 m, 7 di larghezza e 2,20 di altezza.
15. ↑  Il livello della falda acquifera sottostante, nel 2008, raggiungeva 1,5 m dall'imboccatura del pozzo.
16. ↑  Di circa 1,5 m di lato.
17. ↑  La cattiva qualità delle pareti in roccia calcarea friabile venne mitigata dagli antichi operai che la integrarono con blocchi di calcare o con stucco tuttavia molto fragile.
18. ↑  Completamente pieno di detriti all'atto dello scavo a cura della missione italiana del prof. Contardi.
19. ↑  Oggi al Metropolitan Museum of Art (cat. 36.3.272) di New York e al Museo egizio del Cairo (cat. 66284).

### Fonti
1. 1 2  Porter e Moss 1927,  pp. 43-45.
2. ↑  Gardiner e Weigall 1913.
3. ↑  Donadoni 1999,  p. 115.
4. ↑  Gardiner e Weigall 1913,  pp. 18-19.
5. ↑  Porter e Moss 1927,  p. 43.
6. ↑  AAVV: Tomba Tebana 27 di Sheshonq all'Asasif -III rapporto preliminare- Vicino Oriente n.ro 9/1993 (Roma 1994).
7. ↑  Contardi e Roccati 2010.
8. 1 2 3  Contardi e Roccati 2010, p. 86.
9. ↑  Contardi e Roccati 2010, pp. 89-97.
10. ↑  Contardi e Roccati 2010, pp. 87-89.
11. ↑  Porter e Moss 1927,  p. 45.
12. ↑  Contardi e Roccati 2010, p. 83.